# جاندار (ازبکستان)
جاندار (به ازبکی: Jondor) یک منطقهٔ مسکونی در ازبکستان است که در شهرستان جاندار واقع شده‌است. جاندار ۸٬۷۰۰ نفر جمعیت دارد.